# FÉLIN

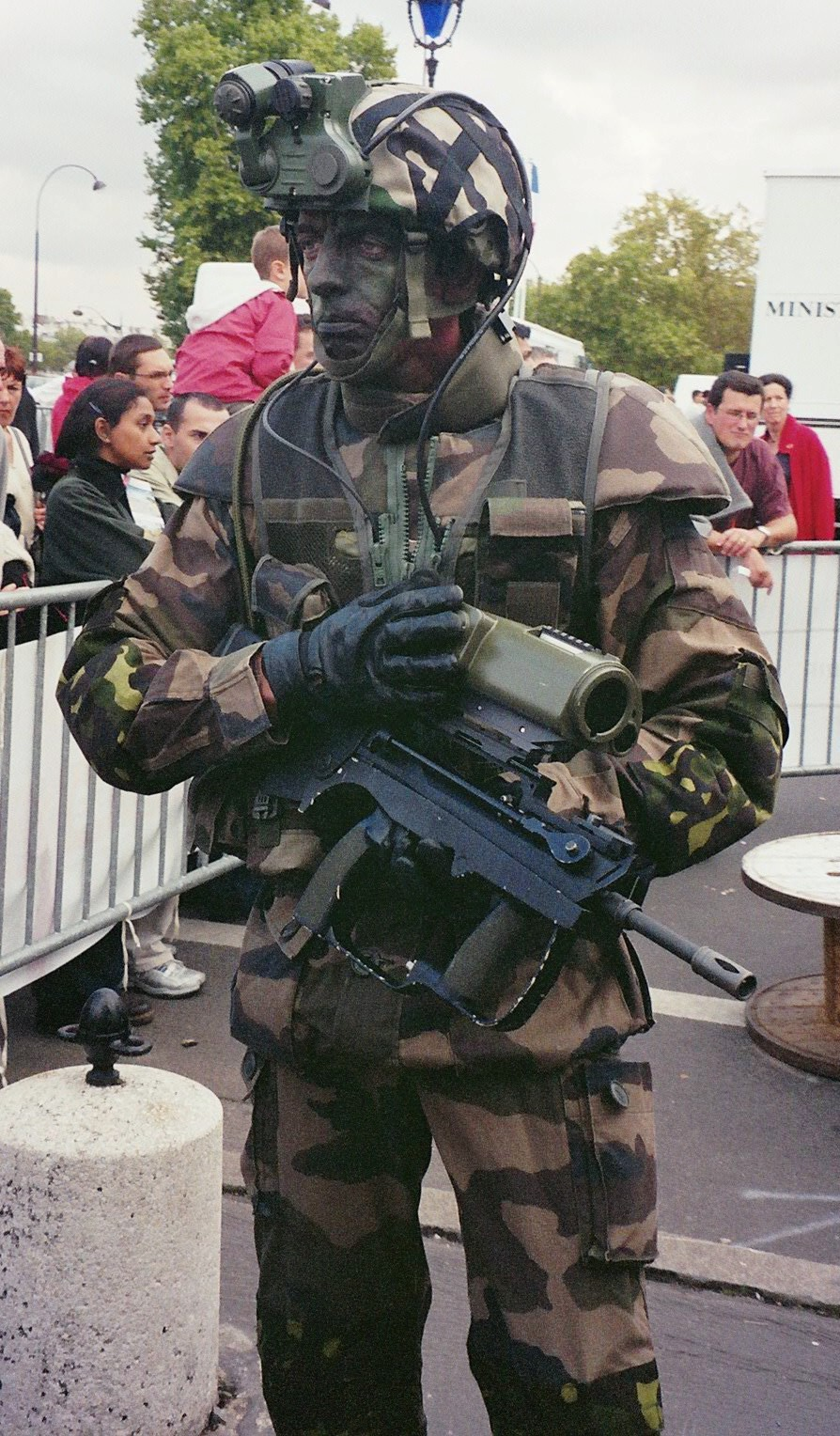
Um equipamento FÉLIN vinculado a uma FAMAS modificada

Felin ( francês Fantassin à Équipement et Liaisons Intégrés, integrado infantaria Equipamentos e Comunicações) é o nome para o sistema francês de infantaria de combate desenvolvido pela Safran Eletrônica Defesa.
Ele combina um fuzil FAMAS modificado com uma série de outros aparelhos eletrônicos, roupas, bolsas e coletes.  O capacete é um capacete SPECTRA integrado com sistema de posicionamento e informação em tempo real e com amplificadores de luz para visão noturna.  As fontes de energia serão feitas de duas baterias de íons de lítio recarregáveis.
O projeto de custo de € 1.1 bilhões (2012) terá 22.588 unidades entregues entre 2010 e 2015, a um custo unitário de € 38.000 (€ 49.000 incluindo custos de desenvolvimento).  O sistema entrou em serviço no final de 2011, quando 300 foram implantados no Afeganistão.

## História

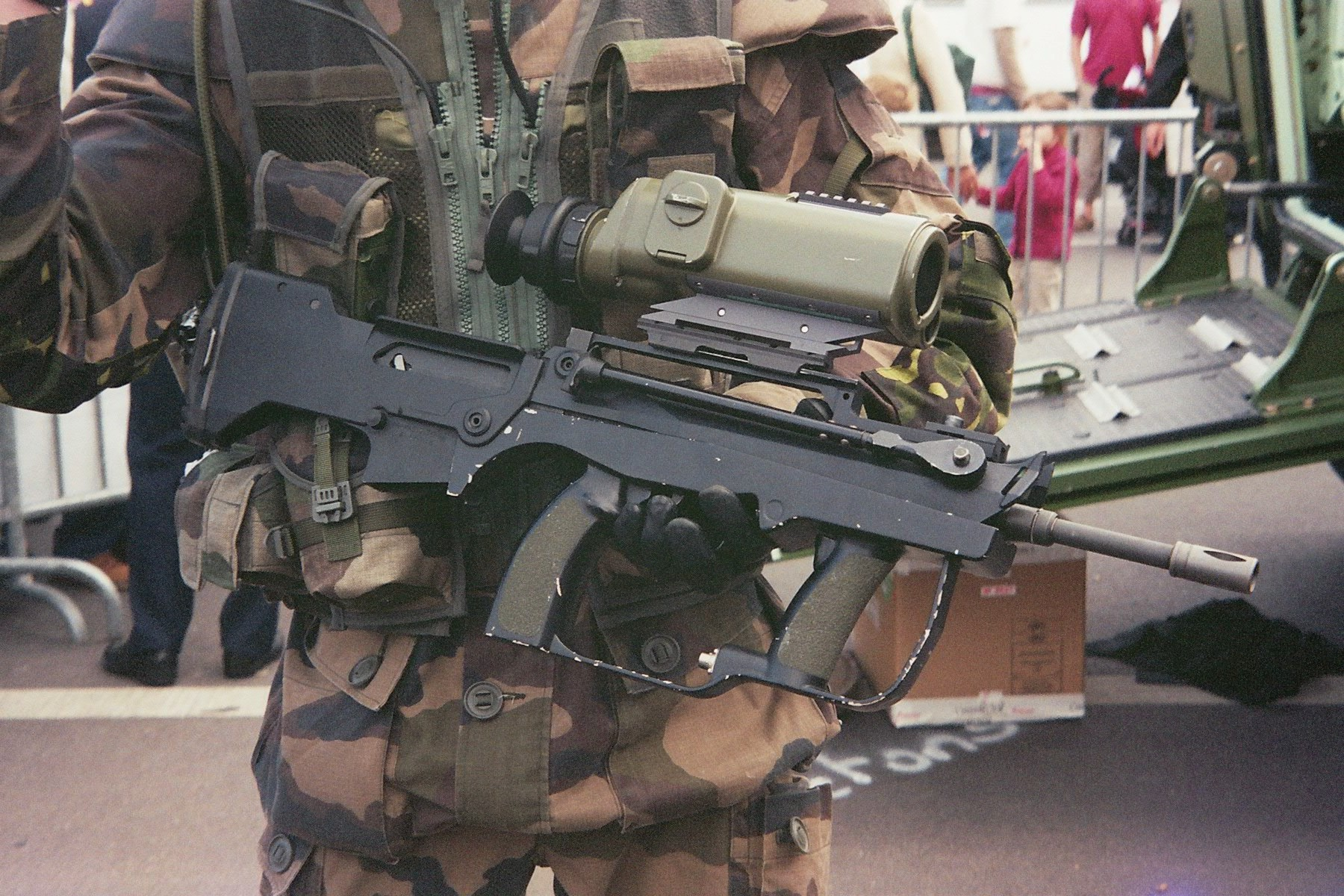
Melhoria do sistema FAMAS F1 Félin

Entre 1997 e 2000, o programa Félin estava em fase de demonstração, concentrando-se principalmente em: comunicações, observação (dia e noite, tentando aumentar o alcance), proteção (detectabilidade: visual, acústica e eletromagnética, proteção contra ataque), potência / energia e mobilidade (peso do sistema, ergonomia, localização e ajuda à navegação).
Durante o primeiro semestre de 2000, foram realizados vários ensaios operacionais, nomeadamente os engajamentos entre grupos (um equipado com algumas das características de Félin e outro sem).  Os testes foram bem-sucedidos, já que o grupo equipado com os novos recursos foi significativamente mais eficiente, embora estivesse carregando versões anteriores do sistema que não haviam sido otimizadas em termos de peso.
Em 2001, iniciou-se a fase de definição do programa.  As equipes de engenharia repensaram cada passo e sistema, colocando de lado todos os demonstradores previamente testados e atualizando os sistemas para o estado da arte de suas respectivas tecnologias.
Enquanto isso, uma licitação começou para produtores industriais franceses e europeus .
Após vários anos de desenvolvimento e testes, o programa está agora a ser concluído.  As primeiras encomendas foram assinadas e as primeiras entregas aconteceram em 2007.
Em novembro de 2009, foram encomendados 22.588 sistemas Félin.  O sistema foi implantado pela primeira vez na linha de frente em 7 de setembro de 2010 com o 1º Regimento de Infantaria de Linha no Distrito de Surobi , que é ocupado pelas forças francesas no Afeganistão .

## Descrição
Três principais sistemas podem ser distinguidos:

### Sistema individual
O sistema individual é composto por seis subsistemas   :

#### Roupas e proteção balísitca
A roupa de combate básica tem um corte total que permite movimento livre.  Bolsos de fole fornecem ampla capacidade de carga.  O material (tecido) oferece boas propriedades mecânicas, mas ainda permite uma boa permeabilidade ao ar .
As fibras (aramida / viscose FR) são resistentes ao fogo e à lavagem.
A jaqueta balística acomoda:
- Proteção balística flexível
- Proteção balística dura
- Jaqueta eletrônica
- Estrutura de suporte de carga.

A jaqueta eletrônica integra a eletrônica (unidade de computador, unidade gerencial, rádio, interface homem-máquina, GPS, cabos e conectores), garrafa de água flexível, carregadores e granadas para o fuzil FAMAS e otimiza a distribuição de peso no soldado.
O equipamento é autônomo e pode ser usado sozinho.  A roupa de combate da química-biológica-nuclear é semelhante à roupa de combate permanente.  Ela é projetada para permitir que as fases de combate sejam realizadas com a mesma eficiência obtida com roupas de combate convencionais.

#### Camuflagem
Houve muitos rumores sobre a introdução de um novo padrão de camuflagem.  Modelos de demonstração foram divulgados esportivo DPM , Flecktarn e um teste padrão do ponto de camuflagem original que mostra semelhanças com a alemã Flecktarn e Australian Auscam (ver imagem abaixo), porém mais demonstrações sugerem que os primeiros sistemas  Felin  devem usar o  padrão francês CCE  de camuflagem.  O exército francês selecionou os tecidos Kermel V50 e VMC40 para equipar suas tropas dentro do contexto do Projeto Félin.

#### Plataforma Eletrônica Portátil (PEP)
O PEP está no coração do sistema Félin.  Projetado para usar todos os recursos eletrônicos encontrados na jaqueta eletrônica (computador, gerenciador de energia, interfaces de equipamentos periféricos, interfaces de usuário), o sistema é construído em torno de um barramento USB 2.0.  de dados digitais.  Esta escolha de barramento de dados digitais de banda larga aberta e ampla conectividade dá à plataforma eletrônica portátil e, portanto, ao sistema, uma forte interoperabilidade.

#### Armamento

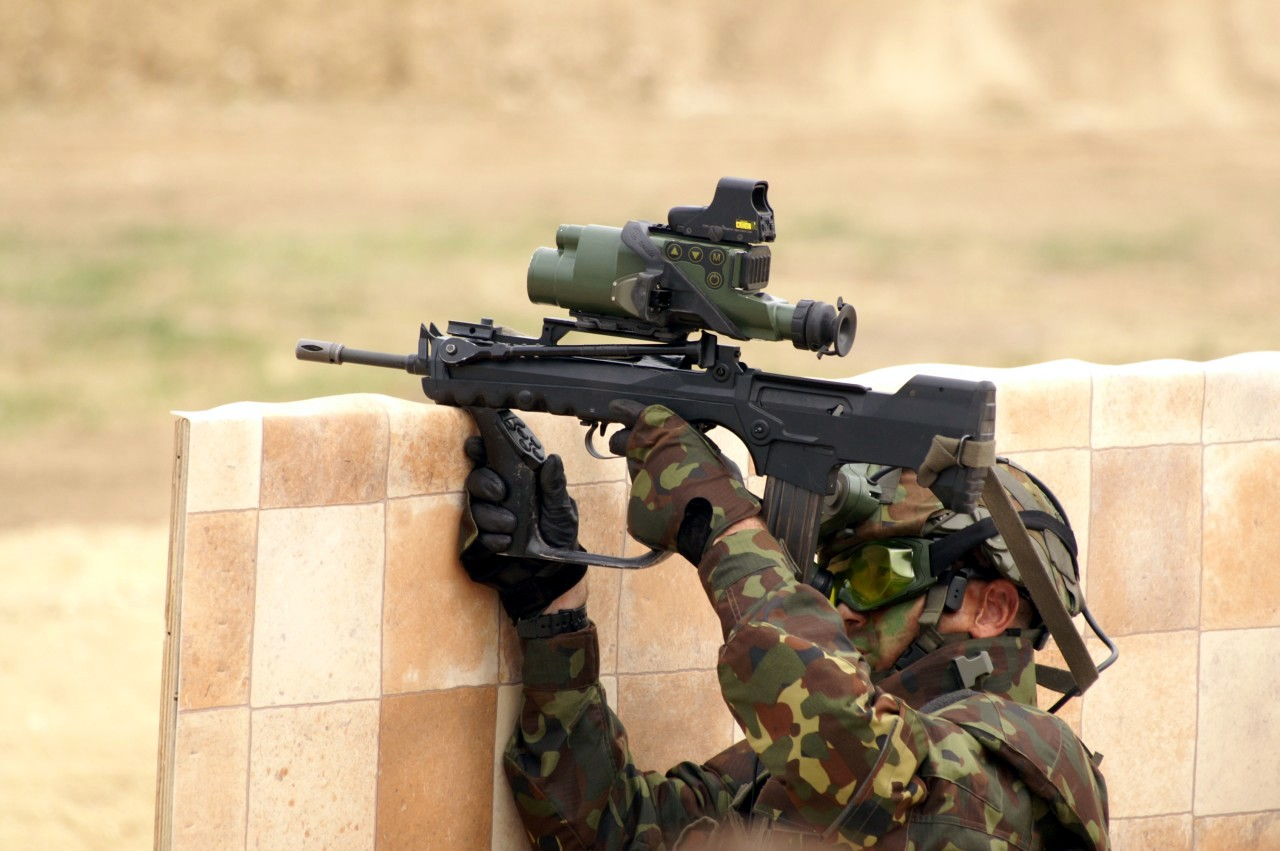
Sistemas eletrônicos permitem disparo, mantendo a proteção do soldado

#### Rede de informação de Félin

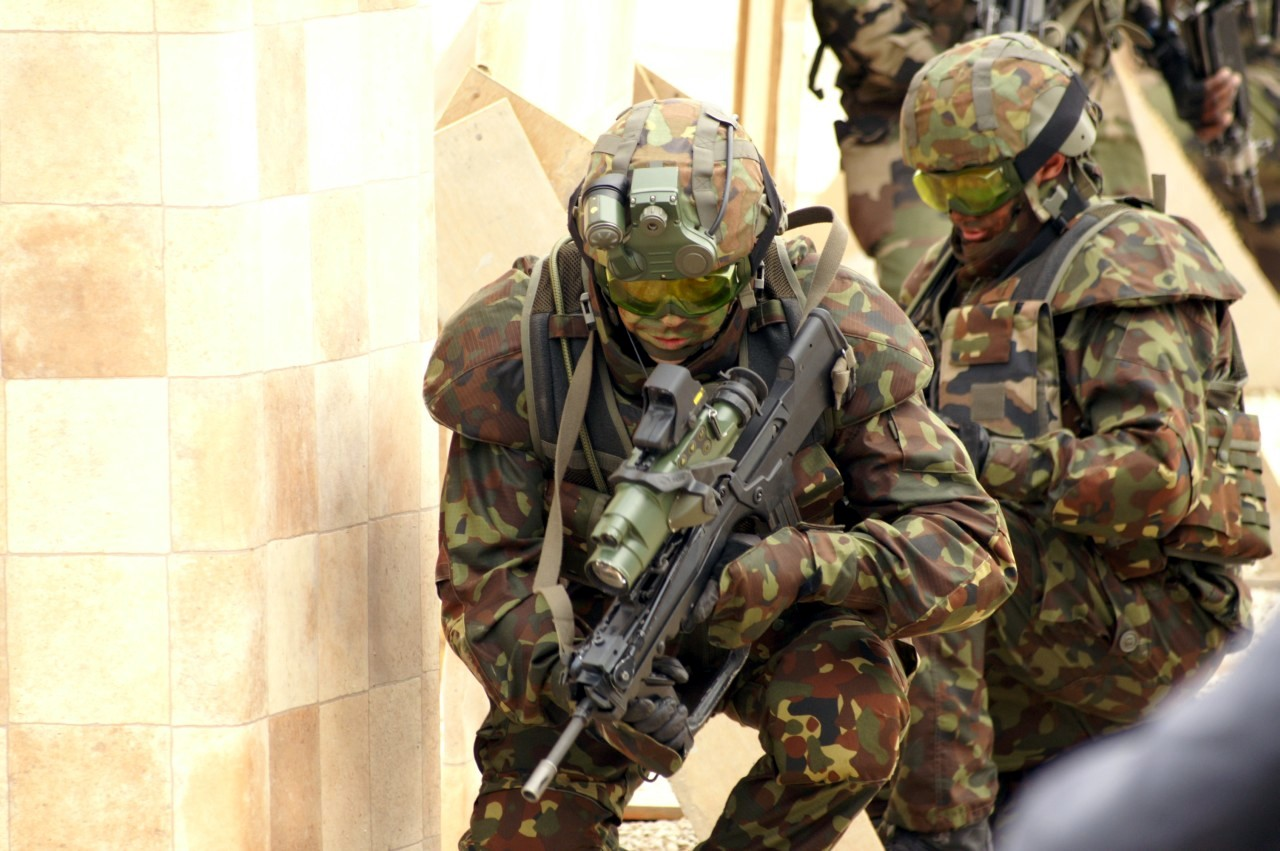
Armaduras pessoais e comunicações foram melhoradas